# Bella Akhmadoulina
Bella Akhmadoulina (en russe : Белла Ахмадулина), née le 10 avril 1937 à Moscou et morte le 29 novembre 2010 à Peredelkino (oblast de Moscou), est une poétesse, scénariste et actrice soviétique et russe.

## Biographie
Fille unique d'un père tatar, haut fonctionnaire des douanes du nom d'Akhat Valéievich Akhmadouline, et d'une mère d'origine italienne, Nadejda Macarovna Lazareva, qui, selon certaines sources, a travaillé comme traductrice au KGB, la future poétesse travaille un an dans un journal à grand tirage, Le Constructeur du métro, après ses études secondaires.
En 1954, elle épouse le poète Evgueni Evtouchenko.
En 1955, elle entre à l'Institut de littérature Maxime-Gorki où, tout en poursuivant ses études, elle fait publier des poèmes et des articles dans différents journaux. Sanctionnée en 1959 pour s'être opposée à la persécution exercée contre Boris Pasternak, elle peut néanmoins terminer ses études en 1960.
Ses premiers vers avaient été publiés, alors qu'elle n'avait que 18 ans, dans la revue officielle Octobre, et son premier recueil, La chaîne, sorti en 1962, a un succès retentissant, mais est critiqué par le gouvernement, ce qui lui cause ensuite des problèmes d'édition. À la même époque, elle participe au « Mouvement des tribunes », dont le principe est dire des poèmes devant des milliers de personnes au stade Loujniki, à l'université Lomonossov à Moscou, au Musée Polytechnique et ailleurs aux côtés d'Evgueni Evtouchenko, d'Andreï Voznessenski, de Boulat Okoudjava et de Robert Rojdestvenski.
En 1960, elle divorce puis épouse le conteur Iouri Naguibine. C'est l'époque où elle est membre du mouvement de la « Nouvelle vague littéraire" », d'un groupe d'écrivains qui embrasse l'idéologie occidentale, et elle figure dans le deuxième numéro de Sintaksis, samizdat édité par Alexandre Ginsburg. Après la déstalinisation et la période de dégel, et avec le remplacement de Nikita Khrouchtchev par Léonid Brejnev, en 1964, elle est critiquée dans son pays « pour son style » et, quand elle ne peut s'exprimer dans la presse et les médias soviétiques, elle le fait dans la presse des autres pays, le New York Times par exemple et les radios étrangères comme Radio Liberty ou Voice of America. Dans cette mouvance, elle fait partie des signataires de lettres de soutien aux opposants du régime soviétique, comme Andreï Sakharov, Lev Kopelev, Gueorgui Vladimov, Vladimir Voïnovitch et d'autres. Elle jouit d'une datcha à Sovietski Pissatel.
En 1968, elle divorce à nouveau puis, en 1974, épouse l'artiste Boris Messerer, dont elle aura eu deux filles, Elisabeth et Anna.
En 1979, elle critique le régime dans l'almanach Métropole (aux douze exemplaires dactylographiés), avec beaucoup d'autres écrivains.
En 1984, elle est honorée de l'ordre de l'Amitié des peuples.
Le recueil Histoire de pluie et autres poèmes, traduit en français par Christine Zeytounian Beloüs, rassemble des poèmes écrits de 1956 à 2006. Bella Akhmadoulina fait aussi des traductions en russe de poètes géorgiens, arméniens, kazakhs, tchouvaches, français, italiens, tchétchènes, polonais, hongrois, bulgares… Elle est traduite, à son tour, en français, en allemand (à Francfort) et en anglais (aux États-Unis en 1969), en japonais, en italien, en arabe, en polonais, en tchèque, en danois, en arménien, en géorgien, en letton, en kurde, en roumain… En outre, elle écrit des essais, des scénarios et elle est comédienne à l'écran.
Après avoir été interdite de publication et exclue de l'Union des écrivains, elle en devient secrétaire. Elle est membre honoraire de l'Académie américaine des arts et des lettres.
Elle signe, en 1993, après la chute du régime soviétique, la « lettre des 42 », qui demande l'interdiction des mouvements et partis communistes et nationalistes en Russie.
Elle demeure avec Boris Messerer et près de leurs deux filles, à Peredelkino, village de datchas en banlieue de Moscou, où elle meurt subitement à 73 ans, le 29 novembre 2010.

## Œuvre
- 1962 : La Chaîne.
- 1968 : Fièvre.
- 1969 : Leçons de musique.
- 2009 : Histoire de pluie et autres poèmes.

## Filmographie

### Scénariste
- 1965 : Tchistye proudy d'Alexeï Sakharov.

### Actrice
- 1964 : J'ai vingt ans de Marlen Khoutsiev : son propre rôle.
- 1964 : Il était une fois un gars de Vassili Choukchine : un reporter.
- 1970 : Sport, sport, sport d'Elem Klimov : son propre rôle.
- 1992 : Sergueï Paradjanov. Le dernier printemps de Mikhaïl Vartanov et de Sergueï Paradjanov : son propre rôle.